# Frank De Felitta
Frank De Felitta (* 3. August 1921 in New York City, New York; † 29. März 2016 in Los Angeles, Kalifornien) war ein US-amerikanischer Schriftsteller, Drehbuchautor, Filmregisseur und -produzent unter anderem von Horrorfilmen und Science-Fiction-Serien.

## Leben
Frank De Felitta interviewte 1966 für die Dokumentation Mississippi: A Self Portrait einen Afroamerikaner namens Booker Wright zum Thema Rassismus in den Vereinigten Staaten. Dieser verlor daraufhin seinen Job, wurde von der Polizei überwältigt und getötet. De Felittas Sohn Raymond verfilmte 2012 diese Story in einem Dokumentarfilm, in dem Frank mitwirkte.
1975 verfasste er den Horrorroman Audrey Rose, sein bekanntestes Werk. Zwei Jahre darauf erfolgte die mit Anthony Hopkins prominent besetzte Verfilmung, an der De Felitta als Drehbuchautor und Produzent beteiligt war. 1982 schrieb er mit For Love of Audrey Rose eine Fortsetzung des Romans.
De Felitta schrieb Drehbücher für einige Episoden von Fernsehserien und -filmen und betätigte sich in zahlreichen Produktionen als Regisseur. Er versuchte sich auch im Schreiben von Songtexten; eines dieser Lieder ist im Film Two Family House seines Sohnes Raymond zu hören.

## Filmografie
Regie
- 1962: The DuPont Show of the Week (Fernsehserie, Folge: Emergency Ward)
- 1973: In der Falle – Angriff der Killerhunde (Trapped)
- 1979: Die zwei Welten der Jenny Logan (The Two Worlds of Jennie Logan, auch Drehbuch)
- 1981: Die Rache des Gelynchten (Dark Night of the Scarecrow)
- 1981: Reich und berühmt (Rich and Famous)
- 1986: Des Teufels Spiegelbild (Killer in the Mirror)
- 1991: Final Instinct (Scissors)

Drehbuch
- 1951–1954: Armstrong Circle Theatre (Fernsehserie, 8 Folgen)
- 1952–1953: Tales of Tomorrow (Fernsehserie, 7 Folgen)
- 1953: ABC Album (Fernsehserie, Folge: The Split Second)
- 1953–1954: Campbell Playhouse (Fernsehserie, 6 Folgen)
- 1954: Suspense (Fernsehserie, 3 Folgen)
- 1972: Geburten verboten (Z.P.G.)
- 1977: Audrey Rose – das Mädchen aus dem Jenseits (Drehbuch, Geschichte und Produktion)
- 1982: Entity – Es gibt kein Entrinnen vor dem Unsichtbaren, das uns verfolgt (The Entity)
- 1991: Final Instinct (auch Regie)

Auftritte in Dokumentationen
- 2003: California’s Most Haunted
- 2011: Bubba Didn’t Do It!: 30 Years of Dark Night of the Scarecrow
- 2012: Booker’s Place: A Mississippi Story – Regie: Raymond De Felitta

Darsteller
- 1981: Reich und berühmt (Rich and Famous)

## Werke (Auswahl)
- Audrey Rose. Übersetzt von Erika Remberg. Schneekluth, München 1979, ISBN 3-7951-0437-8.
- Caribia infernal oder Der Tod geht an Bord. Übersetzt von Katharina Berg. Droemer Knaur, München/Zürich 1981, ISBN 3-426-19039-7.